# Décès en mai 2001
Décès
- 1997
- 1998
- 1999
- 2000
- 2001
- 2002
- 2003
- 2004
- 2005

Pour une information complémentaire, voir la page d'aide.

| Date   | Nom                    | Activités                                                            | Âge | Source |
| ------ | ---------------------- | -------------------------------------------------------------------- | --- | ------ |
| 2 mai  | Georges Dard           | Footballeur international français.                                  | 82  |        |
| 4 mai  | Rudi Strahl            | dramaturge, romancier et parolier allemand                           | 69  |        |
| 5 mai  | Boozoo Chavis          | chanteur et accordéoniste américain                                  | 70  |        |
| 6 mai  | Jean-Aimé-Roger Durand | peintre français                                                     | 86  |        |
| 9 mai  | Marie Cardinal         | romancière française                                                 | 72  |        |
| 10 mai | Deborah Walley         | Actrice américaine.                                                  | 59  | (en)   |
| 11 mai | Douglas Adams          | écrivain et scenariste britannique                                   | 49  |        |
| 12 mai | Didi                   | Footballeur international brésilien.                                 | 77  | (en)   |
| 12 mai | Fritz Pfenninger       | coureur cycliste suisse                                              | 66  |        |
| 12 mai | Alexei Tupolev         | ingénieur en aérospatiale russe                                      | 75  |        |
| 13 mai | Jason Miller           | Acteur américain.                                                    | 62  | (en)   |
| 13 mai | R.K. Narayan           | écrivain indien                                                      | 94  |        |
| 14 mai | Mauro Bolognini        | joueur et entraîneur de football français.                           | 79  |        |
| 14 mai | André Mori             | réalisateur italien.                                                 | 78  |        |
| 17 mai | Frank G. Slaughter     | médecin et romancier américain                                       | 93  |        |
| 18 mai | Samppa Uimonen         | joueur finlandais de kantele et de musique traditionnelle Carélienne | 74  | (en)   |
| 19 mai | Mike Sammes            | musicien, arrangeur et choriste britannique                          | 73  |        |
| 20 mai | Jean Bruneau           | peintre figuratif français                                           | 79  |        |
| 22 mai | Jenő Fock              | homme d'État hongrois                                                | 85  | (en)   |
| 22 mai | Marc Leguay            | peintre français                                                     | 91  |        |
| 22 mai | Jack Watling           | acteur britannique                                                   | 78  |        |
| 23 mai | Jean Champion          | acteur français                                                      | 87  |        |
| 23 mai | Harry Townes           | Acteur américain                                                     | 86  | (en)   |
| 24 mai | Patricia Robertson     | astronaute américaine                                                | 38  | (en)   |
| 25 mai | Alberto Korda          | Photographe cubain                                                   | 72  |        |
| 27 mai | Ramon Bieri            | Acteur américain                                                     | 71  |        |
| 27 mai | Jean Le Boulch         | professeur d'éducation physique et medecin français                  | 77  |        |
| 28 mai | Harald Andersén        | chef de chœur, compositeur et professeur de musique finlandais       | 82  | (en)   |
| 28 mai | Elizabeth S. Russell   | biologiste américaine.                                               | 88  | (en)   |
| 28 mai | Francisco Varela       | biologiste et philosophe chilien                                     | 54  |        |
| 29 mai | Veronika Janelsiņa     | peintre lettonne                                                     | 91  | (lv)   |